# Estación de Vale de Santarém
La Estación de Vale de Santarém es una estación de la línea del Norte perteneciente a la red de convoyes regionales de la CP. Se localiza en la localidad de Vale de Santarém.

## Características

### Localización y accesos
Se encuentra junto a la localidad de Santarém, teniendo acceso de transporte por la calle de la Estación.

### Servicios
Esta plataforma es utilizada por los servicios regionales de la línea del Norte, de la red de convoyes de Portugal de la operadora Comboios de Portugal.